# إنغو شولتسه
إنغو شولتسه (بالألمانية: Ingo Schulze) (15 ديسمبر 1962، درسدن في ألمانيا)؛ كاتب، صحفي وروائي ألماني. درس في جامعة ينا.

## الجوائز
- كاتب مدينة ماينتس
- جائزة مانهاي

## روابط خارجية
- إنغو شولز على موقع IMDb (الإنجليزية)
- إنغو شولز على موقع مونزينجر (الألمانية)
- إنغو شولز على موقع ديسكوغز (الإنجليزية)